# Adoretus dulcis
Adoretus dulcis är en skalbaggsart som beskrevs av Benderitter 1922. Adoretus dulcis ingår i släktet Adoretus och familjen Rutelidae. Inga underarter finns listade i Catalogue of Life.